# Avenida del Libertador

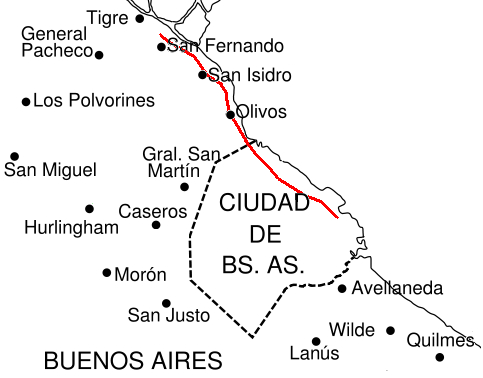

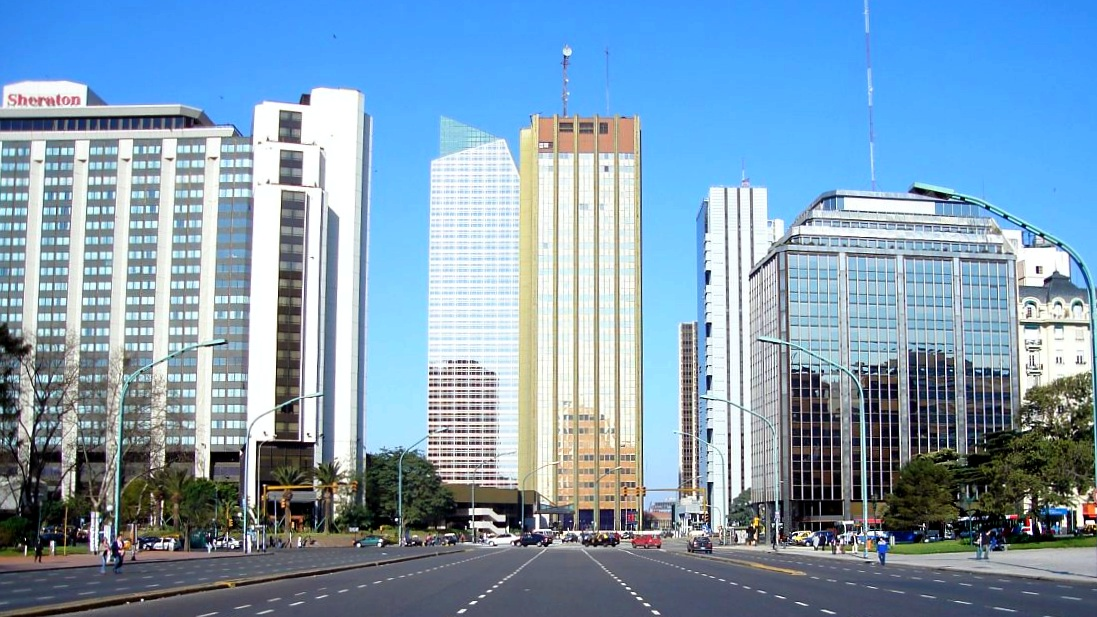
Extrême sud de l' Avenida del Libertador, dans le quartier de Retiro

Pour les articles homonymes, voir Libertador.
L'Avenida del Libertador (Avenue du Libérateur) est une importante avenue de la ville de Buenos Aires, capitale de l'Argentine. Elle nait dans le quartier de 
Retiro et meurt après quelque 35 km dans le canal San Fernando, l'un des bras du Delta du Paraná à la limite des partidos de la province de Buenos Aires de Tigre et de San Fernando. Elle doit son nom au général José de San Martín, héros des guerres de l'indépendance de l'Argentine, du Chili et du Pérou.

## Parcours
L'avenue commence au nord-est de Buenos Aires, dans le quartier de Retiro. Elle se dirige vers le nord-ouest, parallèlement à la rive du Río de la Plata par les quartiers de Recoleta, de Palermo, de Belgrano et de Núñez. Elle croise perpendiculairement l'Avenida General Paz (qui constitue le périphérique de la ville) et continue son parcours au travers de la zone nord de l'agglomération du grand Buenos Aires, traversant les partidos de Vicente López, San Isidro et San Fernando, où elle se termine.
Bien que le nom de l'avenue ne change pas tout au long de ce parcours, la numérotation dépend du partido traversé. Dans la ville de Buenos Aires, les numéros vont de 1 à 8700, dans le 
partido de Vicente López de 1 à 4200, dans celui de San Isidro de 12900 à 18300, et dans le parti de San Fernando de 3900 à 1.

## Attractions
L'Avenida del Libertador est une artère très importante sur le plan culturel. À son début, à l'intersection des avenues Leandro N. Alem et Ramos Mejía, se trouve la Plaza San Martín. Cinq cents mètres plus loin, l'avenue passe au bas de l'emblématique Avenida 9 de julio et à un kilomètre de là elle court près du 
Cimetière de Recoleta et du Museo Nacional de Bellas Artes. A Palermo se trouvent le Monumento de los Españoles, les Bosques de Palermo, le Jardin zoologique et l'immeuble d'expositions de la Sociedad Rural Argentina. Continuant vers le nord-ouest, déjà dans le quartier de Núñez, se trouve le stade Antonio Vespucio Liberti du Club Atlético River Plate, siège officiel de la sélection nationale de football d'Argentine.
Après avoir traversé l'avenue Avenida General Paz et être sortie du District Fédéral, l'avenue borde la côte du partido de Vicente López, sur laquelle se situe le très grand 
Paseo de la Costa (Promenade de la côte). Tandis que dans la localité de Martínez se concentre une importante offre gastronomique, à San Isidro, l'avenue se rétrécit. En effet la moitié de l'avenue orientée en direction de la capitale devient la rue calle Revolución de Mayo. Sur l'avenue, dans la direction de 
Tigre, se trouve l'imposante cathédrale de San Isidro.

## Galerie

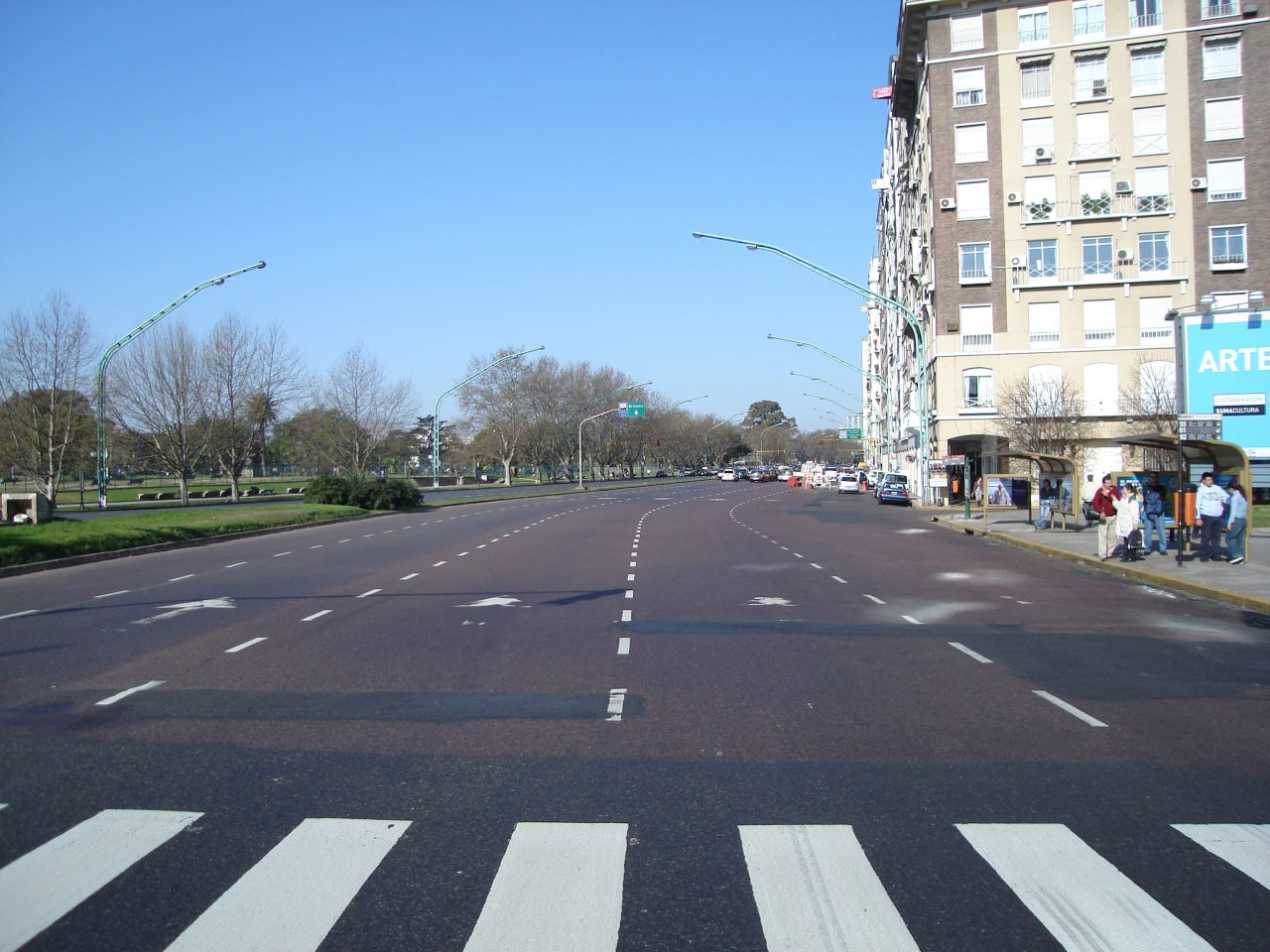
L'Avenida del Libertador à son passage par Recoleta, unie avec l' Avenida Figueroa Alcorta
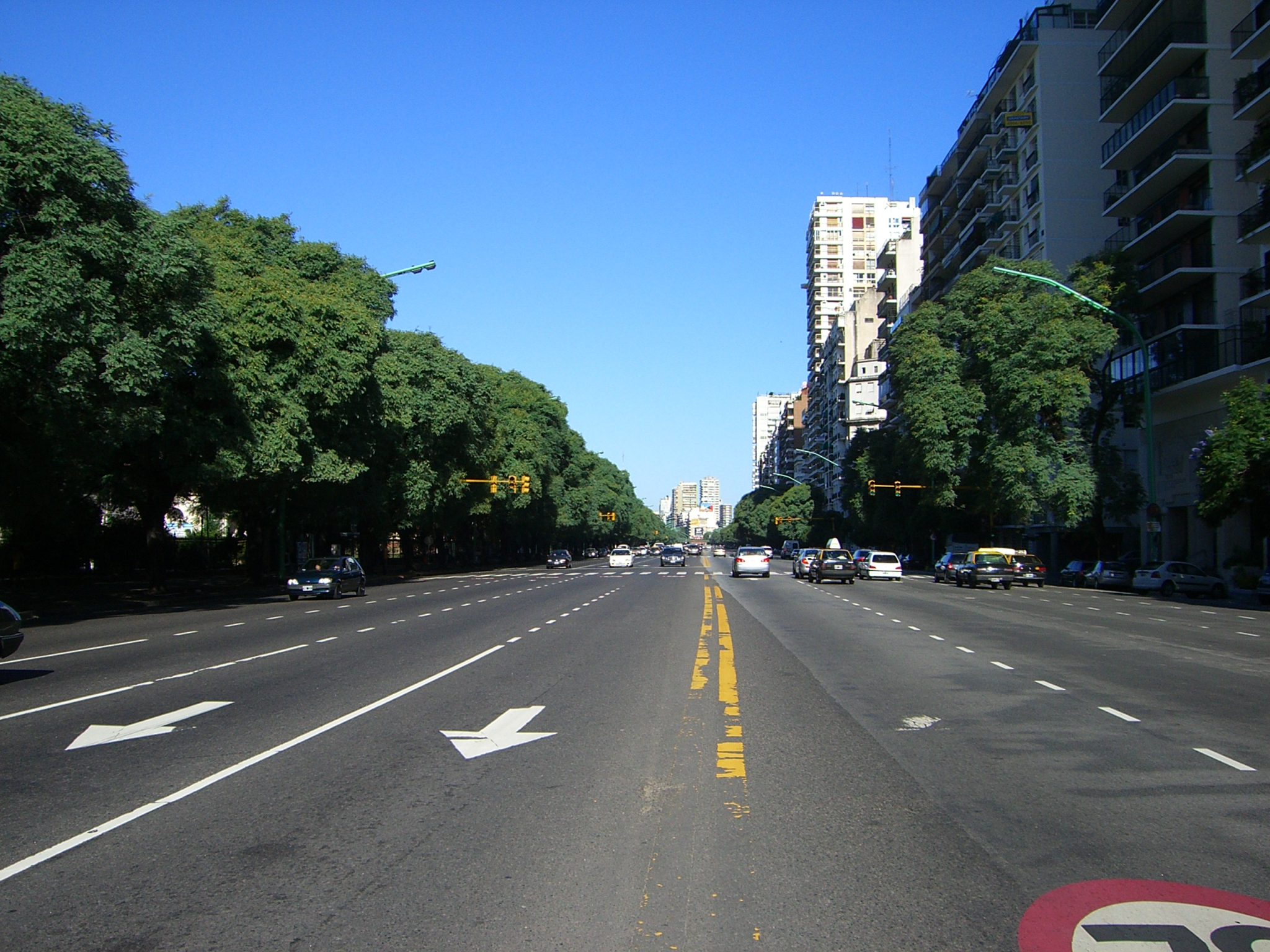
L'Avenida del Libertador au carrefour avec la calle Olleros, à Palermo
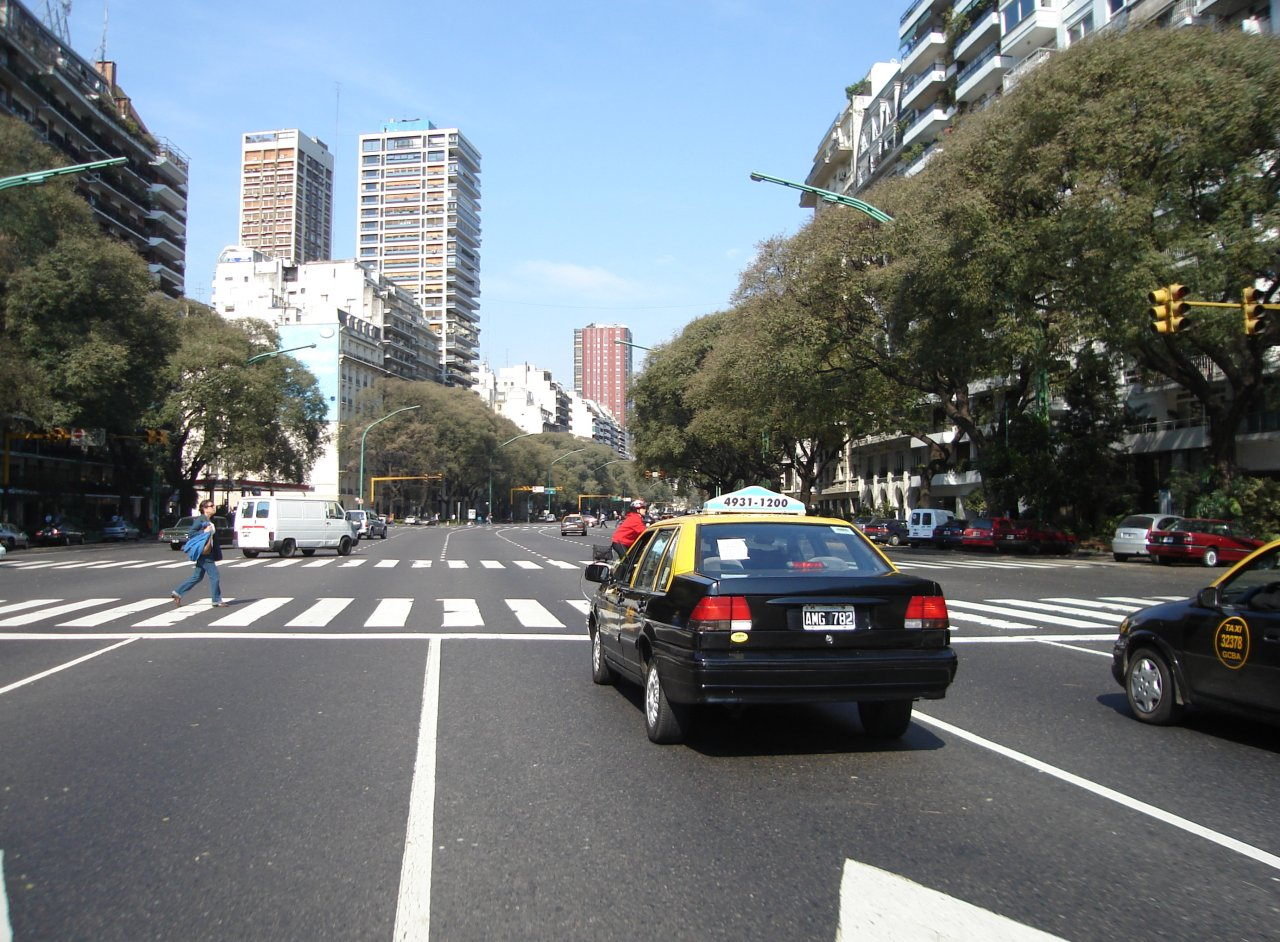
L'Avenida del Libertador à Palermo.
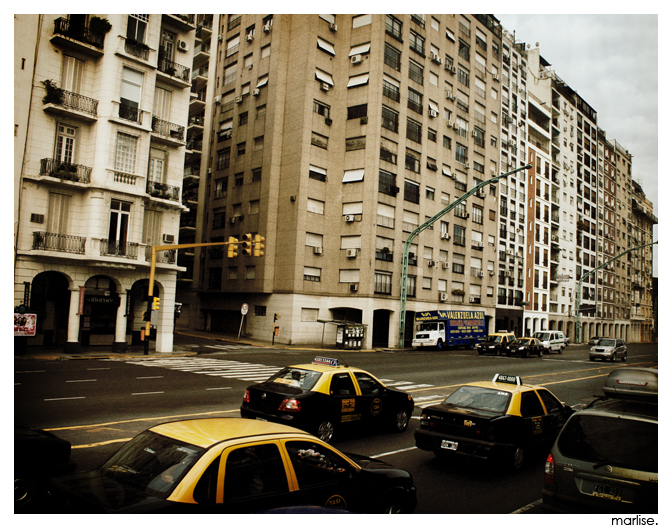
L'Avenida del Libertador dans le secteur de Retiro et de Recoleta.
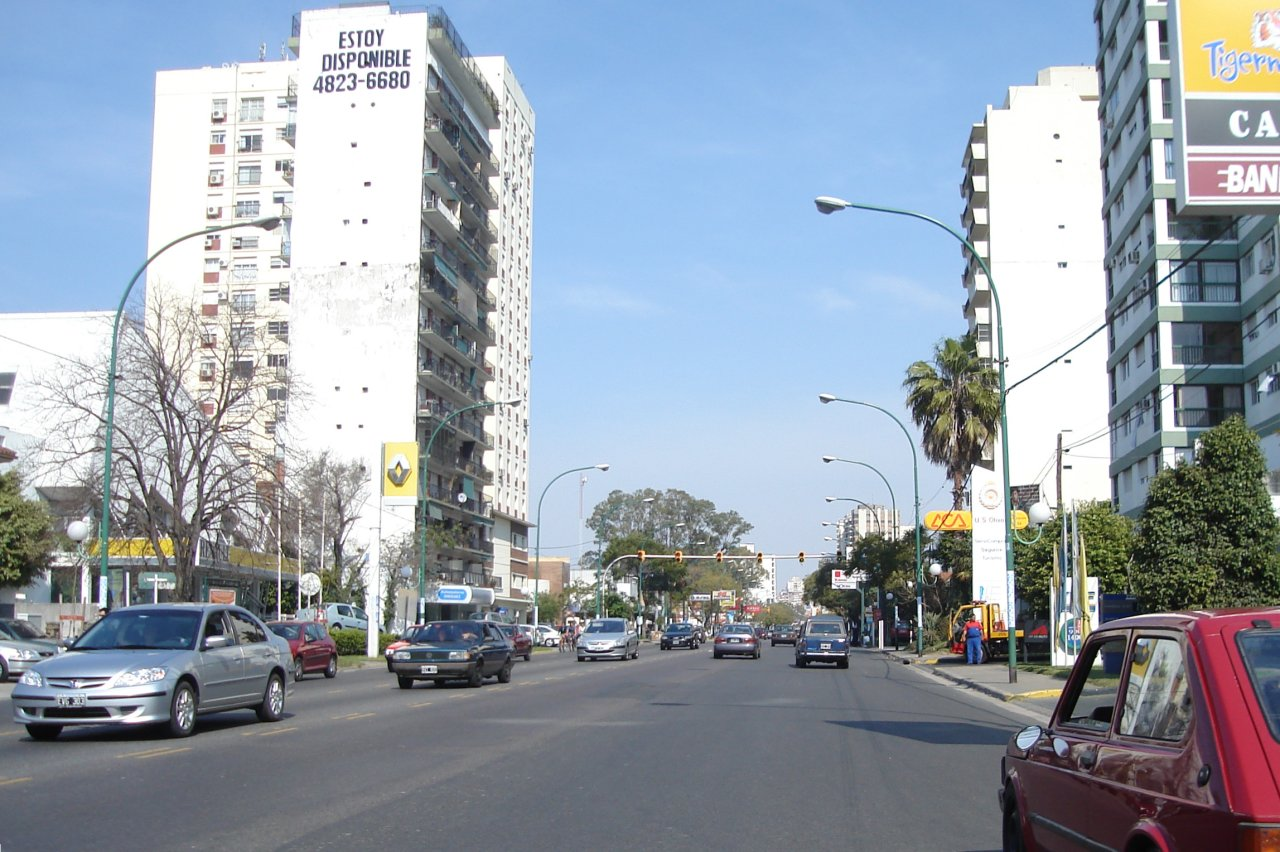
L'Avenida del Libertador dans la commune d'Olivos